# 萨尔甘斯
萨尔甘斯（德語：Sargans）是瑞士聖加侖州的一个市镇，位於該國東北部，面積9.45平方公里，海拔高度480米，截至2018年12月31日总人口为6,134人。

## 外部連結
- （德文） Official website （页面存档备份，存于）